# リンダ・パーハクス

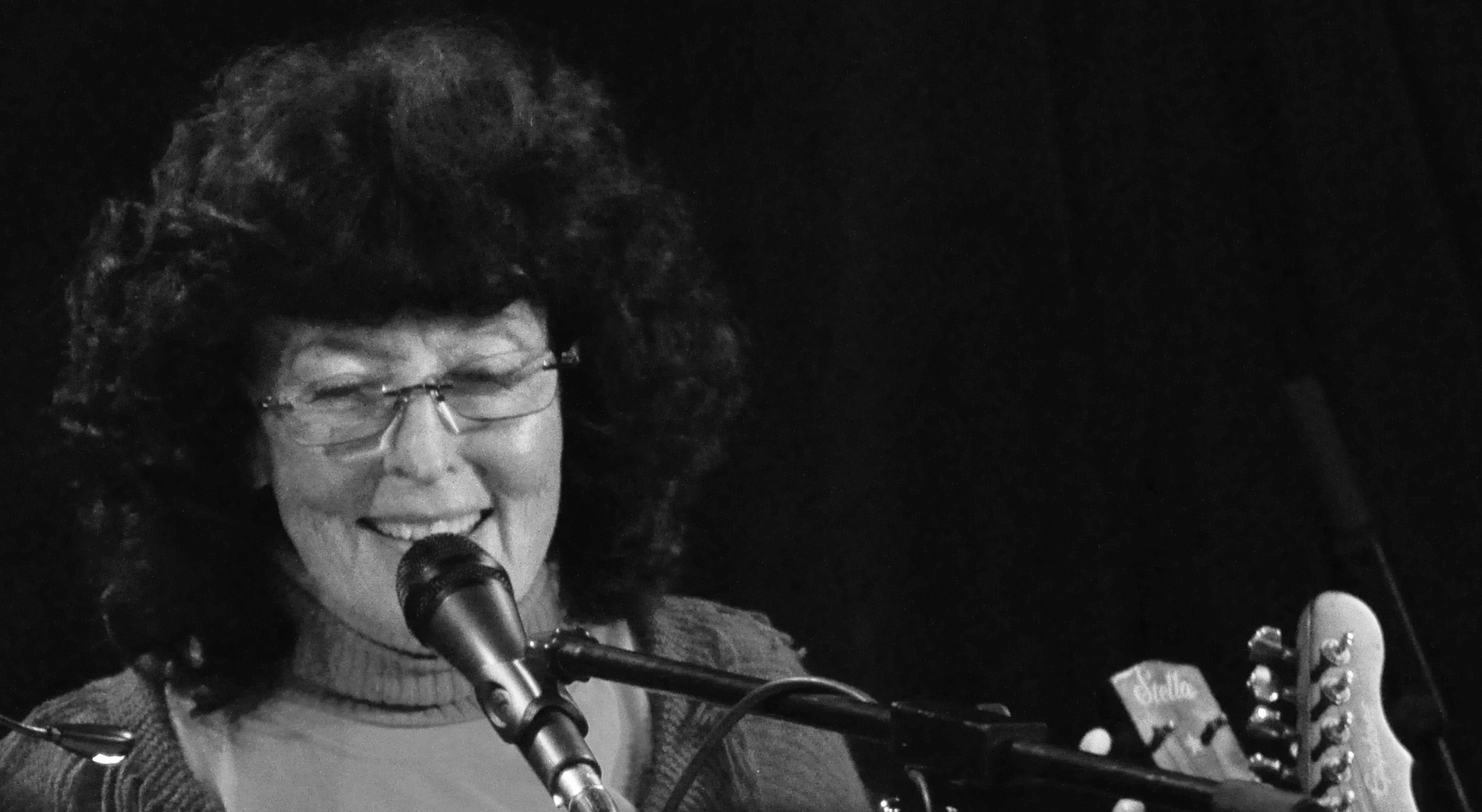
リンダ・パーハクス（2014年）

リンダ・パーハクス（Linda Perhacs、1943年 - ）は、アメリカのサイケデリック・フォーク歌手。
デビュー・アルバム『パラレログラムス』（タイトルの意味は平行四辺形）を1970年に発表。
同アルバムはレコード愛好家によって再発見されインターネット上で認知され2005年と2008年にCDと2枚組LPで再発された。
彼女の歌はダフト・パンクの映画『ダフト・パンク エレクトロマ』などのサウンドトラックに収録された。
また彼女はデヴェンドラ・バンハートのアルバム『スモーキー・ロールズ・ダウン・サンダー・キャニオン』収録曲「Freely」でバックコーラスを担当し、プレフューズ73の「Rain Edit (Interlude)」で歌った（アルバム『Surrounded by Silence』収録）。
フェルナンド・ペルドモとクリス・プライスがプロデュースし、ジュリア・ホルターとナイト・ジュエルのラモナ・ゴンザレスが参加した44年ぶりのセカンド・アルバム『ソウル・オブ・オール・ナチュラル・シングス』は 2014年3月4日にリリースされた。

## ディスコグラフィ

### スタジオ・アルバム
- 『パラレログラムス』 - Parallelograms (1970年、Kapp Records)
- 『ソウル・オブ・オール・ナチュラル・シングス』 - The Soul of All Natural Things (2014年、Asthmatic Kitty Records)
- I'm a Harmony (2017年、Omnivore Recordings)

## 参照
1. ↑  Unterberger, Richie. “Biography: Linda Perhacs”.  Allmusic. 2010年5月23日閲覧。